# Syncrétisme idéologique

Divisions courantes en politique espagnole.

Le syncrétisme idéologique, également appelé politique syncrétique, syncrétisme politique ou encore transversalisme, est un effort de combinaison équilibrée de l'ensemble des éléments du spectre politique conventionnel gauche-droite, sous forme de positions politiques revendiquant de la neutralité par emprunt à la politique de gauche comme à la politique de droite, dans un objectif de réconciliation,,,.
Bien que les deux positions soient généralement présentées comme opposées, il peut arriver qu’un individu ou un groupe d’entre eux puisse accepter les points de vue de gauche d’un côté et ceux de droite de l’autre. En France, pays d'origine des termes eux-mêmes, la gauche a toujours été définie comme le parti des mouvements tandis que la droite est le parti de l'ordre.
La politique syncrétique diffère du centrisme dans la mesure où la première décrit des politiques qui combinent des idées de différents systèmes et tendances, tandis que le second décrit des politiques modérées et non extrémistes.
Les partisans du syncrétisme idéologique considèrent l'échiquier politique gauche-droite comme obsolète.

## Modèles multi-axes
Une grande partie de la philosophie politique qui a émergé au cours des deux derniers siècles ne correspond pas à la ligne traditionnelle unidimensionnelle gauche-droite proposée ; en particulier l'anarchisme et le libertarianisme. Sur ce modèle, on suppose que l'anarchisme est "de gauche", alors que le libéralisme libertaire est "de droite".
Cependant, sur le spectre unidimensionnel, l'anarchisme occupe pratiquement la même position que le marxisme, ce qui est évidemment inapproprié. L'anarchisme implique le rejet du gouvernement et du contrôle social, tandis que les théories communistes léniniste recherchent le contrôle social de nombreuses activités. À l'autre extrême de l'extrême politique, le libéralisme libertaire se situe au même endroit que le fascisme, ou du moins le capitalisme conservateur rigidement autoritaire, ce qui serait tout aussi inapproprié.
Pour résoudre ces problèmes, diverses propositions ont été avancées pour créer un système à deux axes, combinant deux modèles de spectre politique unidimensionnel comme axes.
La première personne à avoir conçu un système à deux axes fut Hans Eysenck dans son livre de 1964 "Sense and Nonsense in Psychology". Partant du spectre traditionnel « droite-gauche », Eysenck a ajouté un axe vertical qui allait des tendances autoritaires (la dureté d'esprit) aux tendances démocratiques (la tendresse). L'effet de ce nouvel axe est que ceux qui ont des idées très différentes sur l'autorité, mais qui ont les mêmes idées sur l'axe "droite-gauche", peuvent être distingués (des gens comme Staline et Noam Chomsky à gauche, ou Augusto Pinochet et Friedrich Hayek à droite).
De même, les questions de propriété collective/privée peuvent être considérées sur l'axe horizontal et le spectre allant du contrôle individuel de la société à l'État sur l'axe vertical.

## Exemples

### Phalangisme espagnol
La Phalange espagnole, bien qu'alliée à la droite pendant la Guerre civile espagnole et largement considérée comme d'extrême droite, s'est définitivement présentée comme syncrétique. Le phalangisme originel a attaqué à la fois la gauche et la droite comme ses "ennemis", se déclarant n'être ni de gauche ni de droite, se présentant comme étant de troisième position.

### Péronisme/Justicialisme
Au plus fort de la Guerre froide , l'ancien président argentin Juan Perón (1946-1955 puis 1973-1974) a défini la position internationale de sa doctrine (le justicialisme ou péronisme) comme une « troisième position » entre capitalisme et communisme, une position qui est devenue un précédent du Mouvement des non-alignés.

### Gauche conservatrice
La gauche conservatrice ou le conservatisme de gauche est un syncrétisme idéologique, en tant qu'idée mixte défendant les idées de justice sociale et de souveraineté populaire, la défense de la famille et des valeurs traditionnelles ainsi que d'un nationalisme de gauche mêlé à une restriction du progressisme culturel, l'opposition au droit à l'avortement, au féminisme, au post-modernisme et au mouvement LGBT,.
Les conservateurs de gauche défendent ainsi une idée alliant la sociale-démocratie ou le socialisme avec des idées conservatrices sur le plan sociétal.

### Nationalisme de gauche
La sphère du nationalisme de gauche représente la position des mouvements et partis politiques qui promeuvent une forme de nationalisme combinée à un positionnement à gauche dans l’échiquier politique. Les valeurs fondamentales sont donc celles de l'égalité sociale, du principe de souveraineté populaire et de l'autodétermination des peuples.
Le nationalisme de gauche diffère du nationalisme de droite en ce qu'il ne soutient pas les positions cléricales et rejette les politiques monarchistes. Toutefois, un grand nombre de ces mouvements rejettent l'immigration et la mouvance LGBT, se mêlant parfois à la gauche conservatrice. Les mouvements nationalistes de gauche sont généralement liés à l'idée de l'anti-impérialisme et d'anti-mondialisme et la plupart d'entre eux se situent au sein du socialisme comme la social-démocratie (à l'instar du SMER de Slovaquie au communisme comme le Parti communiste de la fédération de Russie), bien que cela ne soit pas vrai pour tous, comme le Congrès national indien qui est considéré comme faisant partie du social-libéralisme. Sa caractéristique principale est le socialisme national.
Dans la période d'après-guerre, il était présent dans divers mouvements politiques et idéologies, tels que le péronisme argentin historique, les baasismes tels que le Saddamisme irakien et l'Assadisme syrien, le Nassérisme égyptien et des syndicats comme l'Union générale du travail.
L'idéologie visait à combiner le socialisme et le nationalisme avec une position définie comme nationale-révolutionnaire en opposition à la fois au capitalisme libéral en politique économique et à l'internationalisme prolétarien.

### Conservatisme social
Le conservatisme social est une idéologie politique dont la position a toujours été centrale bien qu'elle ne soit pas considérée comme entièrement modérée. Cette philosophie politique défend les principes conservateurs typiques de la droite en les combinant avec ceux de justice sociale et d'égalitarisme économique , à tel point qu'elle est souvent une tendance soutenue aussi bien par les partis de centre-gauche que de centre-droit. Souvent, une grande partie des conservateurs sociaux sont assimilés aux idées du socialisme religieux comme le socialistes chrétiens, le socialisme islamique et le socialisme juif, fondent leurs principes sur les valeurs de la religion prédominante dans leur pays pour défendre le social, l'éthique et la moralité de sa nation, s'opposant vigoureusement au mariage homosexuel, à l'avortement, à l'euthanasie et à l'anti-prohibitionnisme. En matière de politique économique, ils sont rigoureusement étatistes et dirigistes, au point même de soutenir les idées keynésiennes.

### Macronisme
Emmanuel Macron s'est souvent présenté comme dépassant les clivages gauche/droite, combinant avancées sociétales de gauche et libéralisme économique de droite. En réalité, durant l'exercice du pouvoir, il y a eu très peu d'avancées sociétales et beaucoup de réformes libérales,.

### Nationalisme révolutionnaire
Le Nationalisme révolutionnaire est une idéologie politique syncrétique entre le socialisme révolutionnaire et le nationalisme extrême avec de fortes accentuations géopolitiques (poussées vers l'antisionisme, l'anti-américanisme et l'anti-mondialisme). Il s'accompagne d'une vision d'ensemble qui accentue son réalisme et conçoit donc la politique au sein du continent eurasien incluant l'ensemble de l' Europe, la Russie et une partie de l'Asie. Le nationalisme-révolutionnaire est traditionaliste, étatiste, anticapitaliste et réconcilie les concepts révolutionnaires avec les concepts spirituels. Les figures de référence sont tirées des révolutionnaires politiques du XXe siècle, des théoriciens socialistes extrémistes non-marxistes comme Georges Sorel, Pierre-Joseph Proudhon et Auguste Blanqui, à de nombreux théoriciens nationaux-révolutionnaires comme Ernst Niekisch, Karl Otto Paetel et Jean Thiriart. Les références trouvent leur inspiration chez Georg Wilhelm Friedrich Hegel et d'autres philosophes, tandis qu'économiquement les nationaux-révolutionnaires soutiennent un mélange entre les réformes économiques du socialisme et diverses théories syndicalistes, mais en mettant toujours l'accent sur la spiritualité de l'action.

### Islamisme chiite
L'Islamisme chiite est une nébuleuse à la fois fortement conservatrice sur le plan sociétal mais également une distinction oppresseur-opprimés très fortement ancrée, cela venant principalement du fait historique de la marginalisation des chiites pendant des siècles. La nature de l'islamisme chiite est fortement révolutionnaire à la différence de l'islamisme sunnite wahhabite traditionaliste.
L'islamisme chiite a fonctionné sous différentes idéologies, le Khomeinisme et le Shariatisme.
Un élément de la révolution iranienne que l'on ne retrouve pas dans les mouvements islamistes sunnites était ce qu'on a fini par appeler le « chiisme noir » khomeiniste des religieux et le « chiisme rouge » du shariatisme.